# Fandub
Con il termine fandub, dall'inglese Fan (fanatic: fanatico, appassionato) e Dub (Dubbing: doppiaggio) si indica il doppiaggio di un'opera audiovisiva (film, cartone animato, serie tv, e così via) generalmente realizzato dai fan per pura passione anziché da doppiatori professionisti incaricati dal distributore ufficiale. Ne consegue che il fandub non è un doppiaggio ufficiale, autorizzato e legale, ma un'opera autoprodotta dagli appassionati. Non deve essere confuso con il termine ridoppiaggio, in quanto non si tratta di una parodia. Alcuni fandub sono presenti sui siti popolari di video sharing come YouTube, ma non sono molto presenti lavori di gruppo (episodi e film interi) perché vengono cancellati per violazione di copyright.

## Origine del fenomeno
Il fandub è un fenomeno molto diffuso all'estero, mentre in Italia è ancora poco conosciuto. I fandubber (coloro che realizzano i doppiaggi) sono, generalmente, ragazzi giovani che, attraverso siti dedicati e forum o altri strumenti, si organizzano in gruppi e realizzano, per lo più, doppiaggio di film, episodi di serie tv e cartoni animati o anime inediti in Italia. Di quest'ultima categoria le produzioni di fandub sono più frequenti, poiché i media non considerano molto la categoria. Il fenomeno è nato proprio per sentire film inediti nella propria lingua o di ridoppiare vecchie serie animate, rovinate per colpa della troppa censura o delle quali se ne sono ormai persi i diritti.
La prima comunità virtuale ad attuare questa attività in Italia fu il Crazy Anime Dub, nata nel 2004, che ha cessato definitivamente ogni attività il 15 ottobre 2010. Diversi dei suoi ex-membri hanno successivamente intrapreso la strada del doppiaggio professionistico e ad oggi esercitano attivamente il mestiere.

## Il Fandubber
Fandubber è il termine con cui viene identificata la persona che realizza il doppiaggio. Generalmente, non opera da solo, ma partecipa a un gruppo di doppiaggio, Data la difficoltà di organizzarsi e di realizzare tecnicamente un doppiaggio, vengono per lo più doppiati episodi o clip di breve durata e, raramente, film interi o episodi.
In Italia, i gruppi di fandubber sono pochissimi, sia per il fenomeno ancora poco diffuso, sia per la difficoltà di coinvolgere le persone. Tuttavia, il fenomeno negli ultimi tempi sta crescendo grazie agli svariati team di doppiaggio su internet.

## Organizzazione dei fandubber
Questi gruppi di fandubber si dividono di solito in queste categorie
- Dubber sono coloro che doppiano all'interno dei fandub, non disponendo di uno studio di registrazione si arrangiano con un microfono per computer e vari programmi di editing audio e video. Spesso per migliorare le proprie performance studiano quello che possono sulla dizione e sulla recitazione.
- Mixatori sono le persone incaricate (in caso di doppiaggio di video) di trovare il filmato da doppiare, ricostruiscono il suono (Colonna sonora inclusa), aggiungono le voci nel filmato.
- Adattatori / Dialoghisti sono le persone che scrivono il copione per il fandub adattando le battute alla lunghezza delle varie scene e soprattutto in funzione del labiale (nel caso di doppiaggi video) e cercando di mantenere, al contempo, il senso originale delle battute dei personaggi.
- Singer sono le persone che cantano - se presenti - le sigle del proprio fandub (in rari casi vengono richiesti, molte volte pubblicano le loro canzoni in proprio).

Essendo spesso i fandubber in pochi, la maggior parte delle volte alcuni dubber fanno anche da mixatore e da adattatore.

## Questioni legali
In Italia, il doppiaggio di un film protetto da copyright non costituisce una violazione del diritto d'autore se:
- è eseguito per passione e per fini personali;
- non vi è alcun scopo di lucro diretto e indiretto;
- non reca direttamente danno economico e di immagine ai detentori del copyright.

Deve essere precisato che il doppiaggio coinvolge solo l'audio che, secondo la legge sul diritto d'autore, è proprietà creativa del suo creatore, quindi dei fandubber. Il video, in quanto non modificato e lasciato integrale, è invece coperto da copyright e non può essere diffuso pubblicamente. Ne consegue che, per il rispetto del diritto d'autore, il file audio contenente il doppiaggio può essere distribuito senza scopo di lucro, ma non insieme al video. Ciò non esclude la possibilità di azioni legali da parte dei detentori del copyright.